# Malinówka (potok)
Malinówka – potok w Krakowie, lewy dopływ Serafy.
Źródło potoku znajduje się na wzgórzu Rajsko na Pogórzu Wielickim w krakowskich Soboniowicach. Początkowo płynie on w kierunku wschodnim. Po minięciu wysypiska w Baryczy i przepłynięciu pod ul. Krzemieniecką ostro skręca na północ. Kilkadziesiąt metrów dalej mija ul. Koszutki i wpływa na teren lasu. Od tego miejsca, aż do mostu pod ul. Blacharską stanowi granicę między Krakowem a Wieliczką. Następnie przepływa pod autostradą A4 i skręca na wschód. Dalej płynie kolektorem pod węzłem Wielickim by ok. 700 m za nim wpaść do Serafy. Na całej długości Malinówka przyjmuje wiele dopływów.
Rzeka prowadzi wody pozaklasowe zarówno pod względem zanieczyszczenia fizykochemicznego, saprobowości jak i skażenia bakteriologicznego. Powodem tego faktu jest przepływanie Malinówki obok składowiska odpadów w Baryczy.